# Megaselia fulminifacies
Megaselia fulminifacies är en tvåvingeart som beskrevs av Rudolf Beyer 1965. Megaselia fulminifacies ingår i släktet Megaselia och familjen puckelflugor. Inga underarter finns listade i Catalogue of Life.